# Argyle (Nova Escócia)
Argyle é um município distrital localizado na província da Nova Escócia, no leste do Canadá. Sua população é de 7.899 habitantes.